# محمد امان (سیاستمدار)
محمد امان (انگلیسی: Mohammad Aman؛ زادهٔ ۴ مهٔ ۱۹۲۹) سیاستمدار، و کارمند بانک اهل افغانستان است. وی وزیر مالی افغانستان بود. او این منصب را از ۱۹۶۹ تا ۱۹۷۲ بر عهده داشت.